# Социјална рехабилитација
Социјална рехабилитација је процес поновног оспособљавања појединаца који су стицајем животних околности доживели привремену изолацију из животне заједнице (медицинске повреде, избеглиштво, затвори, домови за децу без родитељског старања). Подразумева усвајање новог система вредности, проналажење алтернативних облика успешног понашања и успостављања породичне и шире социјалне комуникације. Данас се сматра да је социјална рехабилитација интегрални део опште рехабилитације. Процес социјалне рехабилитације је успешнији ако почне током боравка особе у институцији, односно одмах по доласку избеглог или расељеног лица. Социјална рехабилитација може се посматрати и као грана социјалне медицине и у пракси захтева мултисистемски приступ и мултидисциплинарни тим.